# أرتور أخماتخوزين
أرتور كاميليفيتش أخماتخوزين (بالروسية: Артур Камилевич Ахматхузин؛ من مواليد 21 مايو 1988) هو لاعب مبارز روسي، حائز على الميدالية الفضية في بطولة العالم للمبارزة 2013.

## روابط خارجية
- أرتور أخماتخوزين في اللجنة الأولمبية الدولية
- أرتور أخماتخوزين  على موقع SportsReference  - سبورتس رفرنس